# Estigmene internigralis
Estigmene internigralis là một loài bướm đêm thuộc phân họ Arctiinae, họ Erebidae.